# Ressalto hidráulico
Ressalto Hidráulico ou salto hidráulico é o fenômeno que ocorre na transição de um escoamento torrencial ou super crítico para um escoamento fluvial ou sub crítico. O escoamento é caracterizado por uma elevação brusca no nível d’água, sobre uma distância curta, acompanhada de uma instabilidade na superfície com ondulações e entrada de ar do ambiente e por uma consequente perda de energia em forma de grande turbulência.

## Classificação do ressalto
O ressalto hidráulico (em inglês Hydraulic jump) pode ser classificado em função do Número de Froude (razão entre forças inerciais e de campo gravitacional) na seção de escoamento torrencial, denominado aqui como Fr1. Seguindo o exposto em Chow (1973,2009), tem-se a seguinte classificação:
1. Se 1<Fr1<1,7: ressalto hidráulico ondulado. Neste caso não se tem o ressalto propriamente dito, mas sim a formação de ondas que se propagam para jusante. A dissipação de energia é muito pequena, de modo que o ressalto não é empregado como dissipador;
2. Se 1,7<Fr1<2,5: ressalto hidráulico fraco. Pouca energia é dissipada. Uma série de pequenos vórtices é formada sob a superfície livre na região do ressalto e a região a jusante do ressalto permanece aproximadamente uniforme e lisa;
3. Se 2,5<Fr1<4,5: ressalto oscilante. Para este intervalo de Fr1, o ressalto apresenta uma superfície livre com ondulações e ocorre a formação de ondas que podem se propagar para jusante sobre longas distâncias. Este fenômeno pode causar erosões em alguns tipos de canais;
4. Se 4,5<Fr1<9,0: ressalto estável. Este tipo de ressalto é empregado como dissipador de energia em bacias de dissipação. Aproximadamente 45 a 70% da energia total a montante do ressalto é dissipada ao longo de sua extensão;
5. Se Fr1>9,0: ressalto forte. Este tipo de ressalto não é empregado como dissipador de energia porque há o risco de ocorrência de erosões significativas em função da elevada turbulência.

Esta classificação é interessante e mostra que as características deste fenômeno, que ocorre na transição do escoamento super crítico para o sub crítico, podem variar em função do número de Froude na seção super crítica. Tomando como exemplo o escoamento através de uma comporta com abertura inferior à altura crítica em um canal (quase/ou) horizontal, o que deve ocorrer com este escoamento à medida que ele se desenvolve? Se não houver qualquer obstáculo ao longo do canal e ele for suficientemente longo, será possível que o escoamento persista com a altura correspondente à abertura da comporta? A resposta é não. Na região próxima à saída da comporta, o escoamento possui profundidades decrescentes devido à inércia (o fluido precisa seguir uma trajetória curva para escoar pela comporta e a inércia deste movimento persiste sobre uma certa distância) até um valor mínimo. A partir deste ponto, as profundidades são crescentes (é possível prever este tipo de curva de remanso com a equação diferencial do escoamento permanente gradualmente variado) em função da declividade baixa (ou nula) do canal. As profundidades "crescem", mas este aumento é limitado até o ponto em que uma onda tomba para montante. Quando isto ocorre, o escoamento super crítico e, portanto, com elevada velocidade, faz com que se forme uma região de recirculação denominada rolo do ressalto (a onda quebrando para trás e o escoamento super crítico, por cisalhamento, arrastando esta onda para frente produz a recirculação). Ainda no exemplo da comporta, mas agora em um canal relativamente curto e com uma soleira (elevação) na extremidade a jusante, a formação do ressalto também pode ocorrer.

## Características do ressalto
As variáveis hidráulicas básicas que definem o ressalto hidráulico são as suas alturas conjugadas h1=altura conjugada na região torrencial e h2=altura conjugada na região fluvial, a altura do ressalto (hoje=h2-h1) e o comprimento do ressalto. Para canais retangulares, é possível calcular analiticamente uma relação explícita entre h2/h1 e Fr1 (ou h1/h2 e Fr2). Para tanto, utiliza-se o teorema da quantidade de movimento linear (segunda lei de Newton escrita para volume de controle) e o princípio de conservação de massa. Para outras formas, também é possível, por meio dos mesmos princípios físicos, obter relações entre estas variáveis (além de outras variáveis geométricas dependentes de cada tipo de seção). Embora seja possível este tipo de análise para o caso de h1/h2=f(Fr2), o mesmo não foi feito ainda para o cálculo do comprimento do ressalto. Por esta razão, recorre-se a resultados experimentais quando se pretende calcular o comprimento do ressalto. Um trabalho clássico sobre o tema é o de Peterka (1958) (Bradley e Peterka), do Bureau of Reclamation. Peterka (1958) apresenta, sob a forma de gráficos, resultados experimentais que possibilitam a estimativa do comprimento do ressalto adimensionalizado Lj/h2 em função de Fr1. Existem algumas curvas ajustadas a estes gráficos, como aquelas propostas por Hager et al. (1990) e Simões (2008). A energia dissipada por um ressalto em um canal retangular também pode ser estimada por uma formulação analítica (explícita também) baseada na primeira lei da termodinâmica (equação da energia escrita com a forma normalmente confundida com a equação de Bernoulli). Equacionamentos para canais não retangulares podem ser encontrados em Lencastre (1983) e Porto (2006).
Em função da elevada turbulência existente no ressalto, há uma considerável incorporação de ar através da superfície livre, principalmente nas proximidades da região de início do rolo. Sobre este tema, há considerável quantidade de estudos experimentais, podendo-se mencionar como referência o trabalho de Chanson (1997).